# Oscar Cesare
Oscar Edward Cesare (7 octobre 1883 - 25 juillet 1948) est un caricaturiste, peintre et dessinateur de presse américain d'origine suédoise.

## Biographie
Cesare est né le 7 octobre 1883 à Linköping, en Suède.
Il est parti à dix-huit ans étudier l'art d'abord à Paris, puis à Buffalo, dans l'État de New-York. En 1903 il s'est installé à Chicago et en 1911 il vivait à Manhattan.
Un de ses premiers travaux a été l'illustration de The King of Gee-Whiz, un livre pour enfants d'Emerson Hough (en) en 1906. En 1913, son succès comme illustrateur lui permet d'être sélectionné pour l'Armory Show. Au cours de sa carrière, il a travaillé pour de nombreuses publications, notamment Chicago Tribune, New York World, The New York Sun, New York Evening Post, Our World, The Century Magazine, The Bookman, The Outlook (en), Nation's Business, The Literary Digest (en), Fortune et The New Yorker. En 1920, il est devenu un contributeur régulier du New York Times, et il l'est resté presque jusqu'à sa mort en 1948.
En octobre 1922, Cesare a eu le rare privilège de pouvoir entrer au Kremlin pour faire des dessins de Lénine. Lors de ce voyage, il a aussi pu faire des croquis de Trotsky.

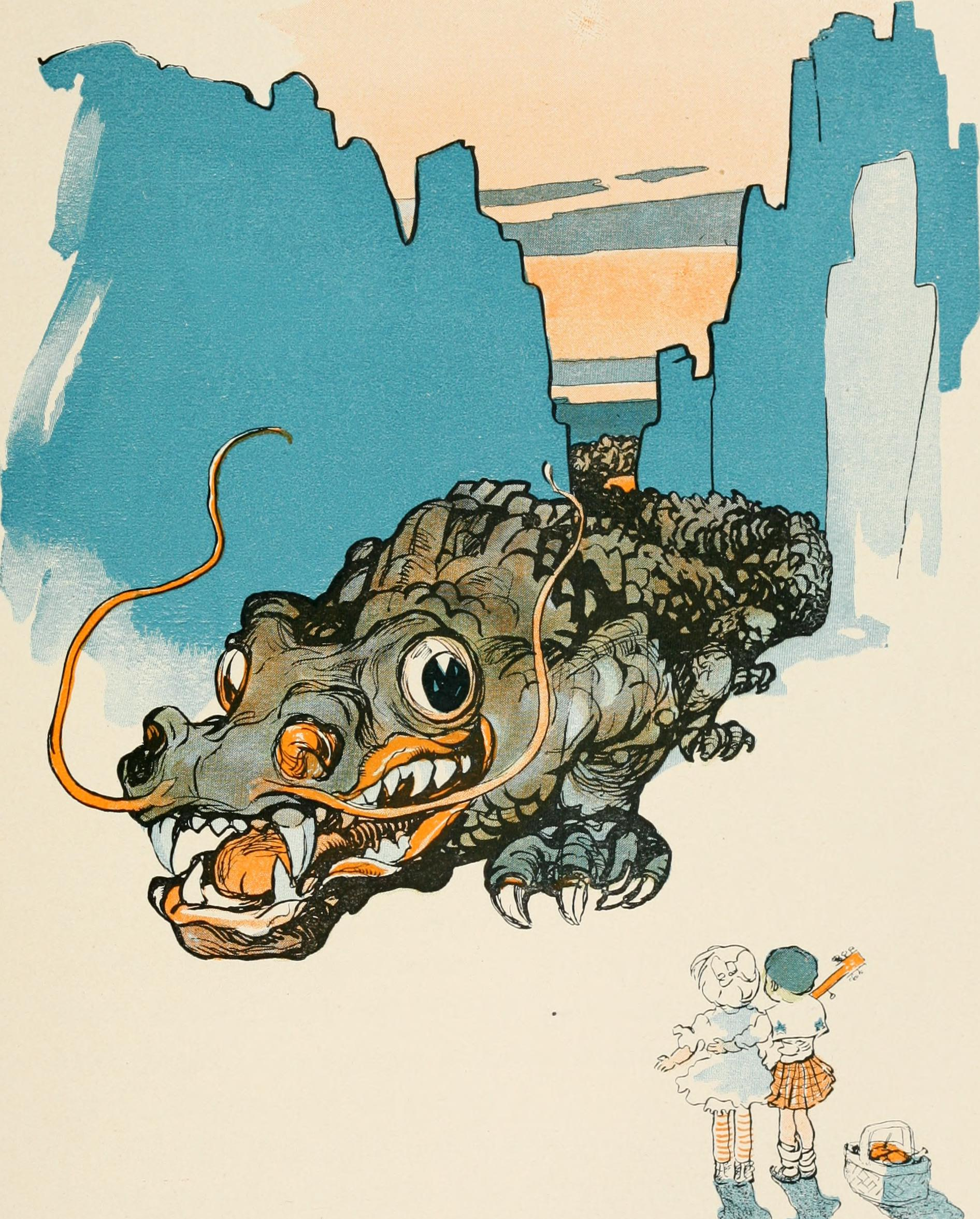
Illustration pour The King of Gee-Whiz (1906).
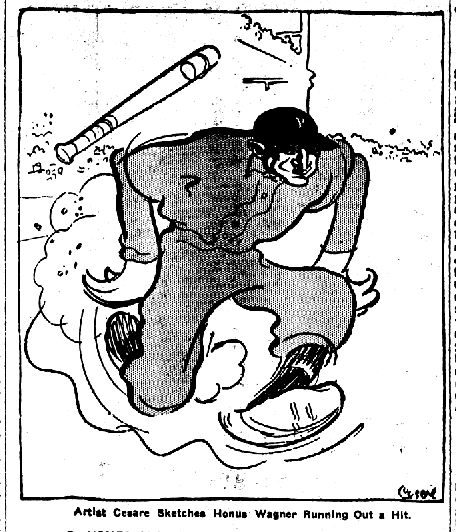
Caricature du joueur de baseball Honus Wagner (1912).
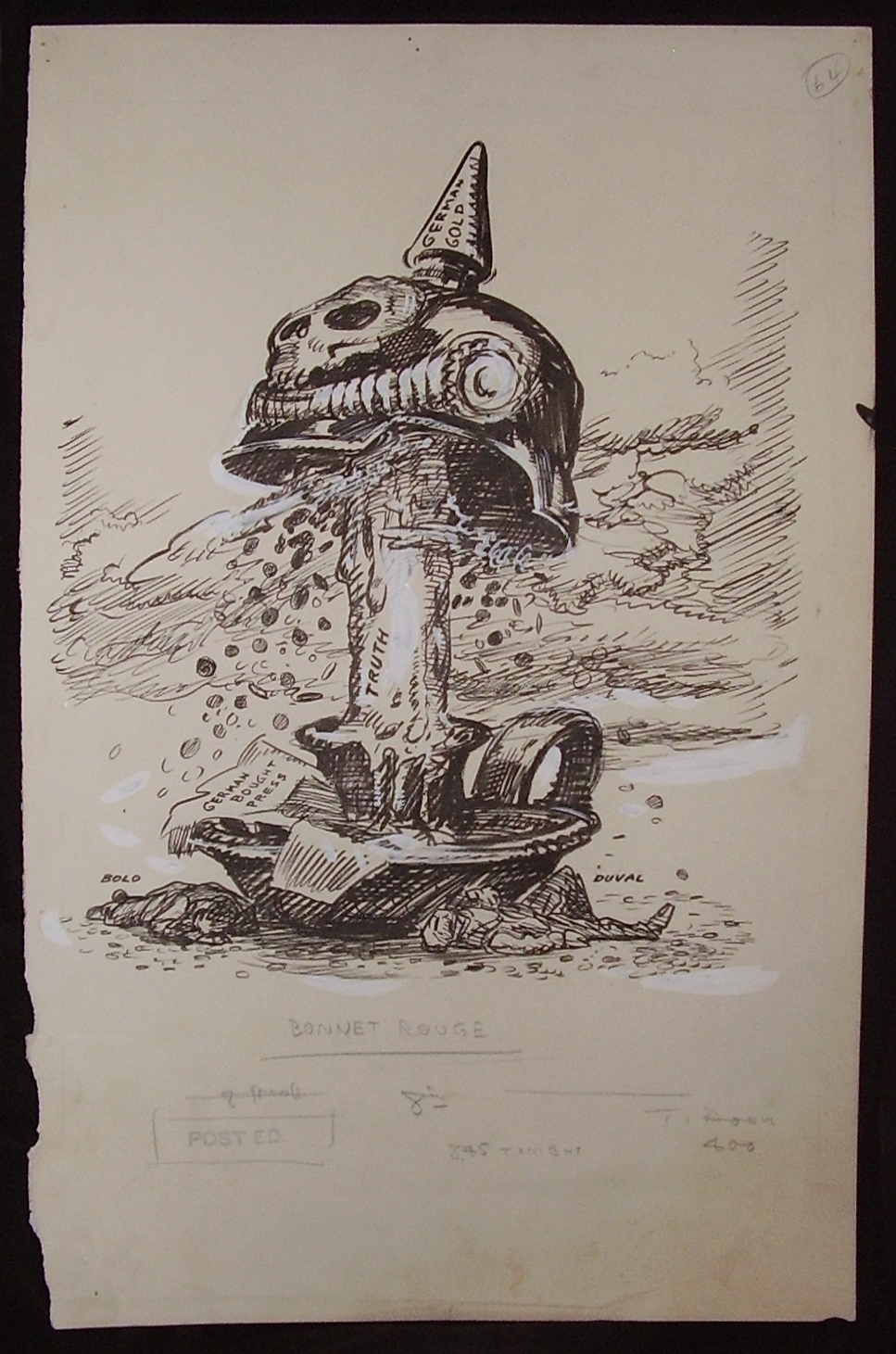
Dessin original pour une caricature durant la Première Guerre mondiale.

Il est mort le 25 juillet 1948 à Stamford (Connecticut).

## Style
Cesare s'est opposé activement à la Première Guerre mondiale. Il a adopté la technique au crayon gras d'autres dessinateurs radicaux comme Boardman Robinson, Robert Minor, K. R. Chamberlain et Rollin Kirby.

## Vie personnelle
Le 25 juillet 1916, Cesare a épousé Margaret Porter, la fille de l'écrivain O. Henry. Ils ont divorcé quatre ans plus tard.